# Dinaraea angustula
Dinaraea angustula – gatunek chrząszcza z rodziny kusakowatych i podrodziny rydzenic. Zamieszkuje Europę, Syberię i Zakaukazie.

## Taksonomia
Gatunek ten opisany został po raz pierwszy w 1810 roku przez Leonarda Gyllenhaala pod nazwą Aleochara angustula.

## Morfologia
Chrząszcz o wydłużonym, spłaszczonym ciele długości od 3 do 3,7 mm, w zarysie z równoległymi bokami. Barwa głowy jest czarniawobrązowa, a jej kształt wyraźnie poprzeczny. Obrzeżenie skroni obecne jest tylko na samym ich tyle. Oczy są od skroni nieznacznie krótsze. Czułki są brązowe z rudożółtymi nasadami, grube, ale chudsze niż u D. aequata, o członie przedostatnim około półtorakrotnie szerszym niż dłuższym. Przedplecze jest ciemnobrązowe, zwykle jaśniejsze od głowy, słabo połyskujące, dość gęsto i wyraźnie punktowane. Owłosienie na linii środkowej przedplecza skierowane jest ku przodowi na całej długości. Pokrywy są zwykle jaśniejsze od głowy, niekiedy nawet jasnopomarańczowobrązowe z przyciemnieniem w okolicy tarczki. Kolor odnóży jest rudożółty. Środkowa ich para ma golenie porośnięte krótkimi, słabo dostrzegalnymi szczecinkami.  U tylnej pary stóp człon pierwszy nie jest wyraźnie dłuższy od drugiego. Odwłok jest czarniawobrązowy, bardziej od reszty wierzchu ciała lśniący. Poprzeczny wcisk u nasady czwartego tergitu odwłoka jest obecny co najwyżej śladowo. U samca tergit piąty ma dwa poprzeczne szeregi błyszczących ziarenek, często liczniejszych niż u D. aequata.

## Ekologia i występowanie
Owad ten zasiedla głównie stanowiska wilgotne. Bytuje pod luźną korą, w murszejących drzewach, pod opadłymi liśćmi i wśród napływek.
Gatunek palearktyczny. W Europie znany jest z Irlandii, Wielkiej Brytanii, Francji, Belgii, Luksemburga, Holandii, Niemiec, Szwajcarii, Austrii, Włoch, Danii, Szwecji, Norwegii, Finlandii, Estonii, Łotwy, Litwy, Polski, Czech, Słowacji, Węgier, Ukrainy, Rumunii i europejskiej części Rosji, a w Azji z syberyjskiej części Rosji i Gruzji.